# The Majestic (New York City)
Pour les articles homonymes, voir Majestic.
The Majestic est un immeuble à New York, haut de 105 mètres.

## Situation et accès

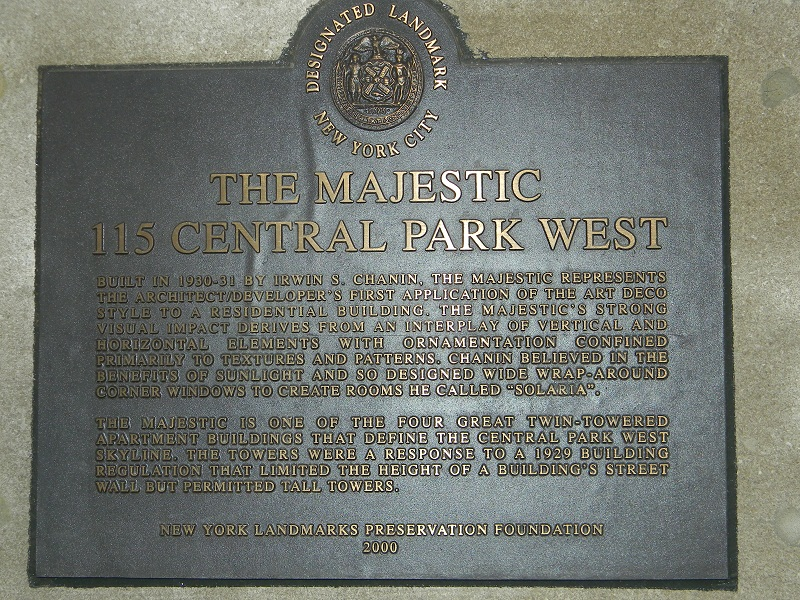
Plaque en façade.

Le Majestic est un immeuble d'habitation situé au croisement de Central Park West et de la 71e Rue à Manhattan, New York. Il se situe en face de Central Park.

## Historique
Le bâtiment en charpente d'acier a été construit entre 1930 et 1931 et conçu dans un style Art déco par l'architecte et le promoteur immobilier Irwin Chanin et son associé français, Jacques Delamarre. Les sculptures futuristes sur la façade du bâtiment sont réalisées par René Chambellan.
Le bâtiment a été conçu à l'origine pour être un hôtel de 45 étages mais les plans ont été modifiés à mi-chemin en raison de la dépression de 1929 et de l'adoption de la Loi sur les habitations familiales.
Le Majestic dispose de 238 appartements répartis sur 29 étages. Il est l'un des cinq bâtiments sur Central Park West, qui disposent de deux tours, avec notamment le San Remo, l'Eldorado et le Century.

## Résidents
- Milton Berle, acteur.
- Zero Mostel, acteur.
- Walter Winchell, chroniqueur.
- Marc Jacobs, créateur de mode.
- Conan O'Brien, commentateur de télévision.
- Lucky Luciano, gangster.
- Frank Costello, gangster[2].
- Meyer Lansky, gangster[3].